# ヒルズボロ市長
ヒルズボロ市長 (Mayors of Hillsboro) は、アメリカ合衆国オレゴン州のヒルズボロの首長である。

## 一覧
| #  | 氏名                                 | 任期                            |
| -- | ------------------------------------ | ------------------------------- |
| 1  | A・ルーリング                        | 1877年12月10日 - 1876年12月8日  |
| 2  | チャールズ・T・トジアー              | 1877年12月10日 - 1878年12月3日  |
| 3  | A・M・コリンズ                       | 1878年12月3日 - 1879年12月2日   |
| 4  | W・D・ピッテンガー                   | 1879年12月2日 - 1880年12月18日  |
| 5  | P・M・デニス                         | 1880年12月18日 - 1882年1月2日   |
| 6  | ロドルフ・クランドール               | 1882年1月2日 - 1882年12月13日   |
| 7  | トーマス・H・タング                  | 1882年12月13日 - 1883年12月10日 |
| 8  | ウィリアム・D・ヘア                  | 1885年12月14日 - 1886年12月13日 |
| 9  | F・A・ベイリー                       | 1887年12月9日 - 1888年12月3日   |
| 10 | サミュエル・タワーズ・リンクレイター | 1888年12月3日 - 1889年12月2日   |
| 11 | サミュエル・B・ヒューストン          | 1889年12月2日 - 1890年12月5日   |
| 12 | J・D・メリーマン                     | 1892年12月6日 - 1893年12月5日   |
| 13 | ジョーゼフ・C・ヘア                  | 1893年12月5日 - 1894年12月4日   |
| 14 | R・B・グッディン                     | 1895年12月5日 - 1896年12月8日   |
| 15 | ウィリアム・N・バレット              | 1896年12月8日 - 1899年12月5日   |
| 16 | ジョージ・H・ウィルコックス          | 1899年12月5日 - 1900年12月4日   |
| 17 | ベンジャミン・P・コーネリアス        | 1903年12月15日 - 1906年12月4日  |
| 18 | ジョン・デニス                       | 1906年12月4日 - 1908年12月1日   |
| 19 | J・W・コネル                         | 1908年12月1日 - 1909年12月7日   |
| 20 | オーガスタス・B・ベイリー            | 1909年12月7日 - 1910年12月6日   |
| 21 | ハリー・T・バグリー                  | 1910年12月6日 - 1915年1月5日    |
| 22 | ジョン・M・ウォール                  | 1917年1月2日 - 1921年1月4日     |
| 23 | アーサー・C・シュート                | 1921年1月4日 - 1924年2月5日     |
| 24 | J・B・トラリンガー                   | 1924年2月5日 - 1925年1月6日     |
| 25 | メイソン・P・キャディ                | 1925年1月6日 - 1929年1月2日     |
| 26 | オレンジ・フェルプス                 | 1929年1月2日 - 1935年1月2日     |
| 27 | ジョン・H・ギャレット                | 1935年1月2日 - 1939年1月3日     |
| 28 | ヒュー・S・ロジャース                | 1939年1月3日 - 1945年4月20日    |
| 29 | E・A・グリフィス                     | 1945年4月27日 - 1949年1月4日    |
| 30 | H・M・シーボルド                     | 1949年1月4日 - 1951年1月2日     |
| 31 | L・J・アルター                       | 1951年1月2日 - 1957年1月2日     |
| 32 | S・ハワード・デイヴィス              | 1957年1月2日 - 1963年1月3日     |
| 33 | ロイド・T・アンダーソン              | 1963年1月3日 - 1969年1月7日     |
| 34 | ハロルド・R・ルーカー                | 1973年1月2日 - 1969年1月7日     |
| 35 | ミラー・M・デュリス                  | 1973年1月2日 – 1977年           |
| 36 | ラリー・ジョンソン                   | 1977年 - 1981年                 |
| 37 | ジム・ダー                           | 1981年 - 1985年1月              |
| 38 | シャーリー・ハフマン                 | 1985年1月 - 1993年1月           |
| 39 | ゴードン・フェイバー                 | 1993年1月 - 2001年1月2日        |
| 40 | トム・ヒューズ                       | 2001年1月2日 - 2009年1月        |
| 41 | ジェリー・ウィリー                   | 2009年1月 - 現在                |